# Амангельды (Жарминский район)
Амангельды (каз. Амангелді) — упразднённое село в Жарминском районе Восточно-Казахстанской области Казахстана. Входило в состав Бирликского сельского округа. Находится примерно в 32 км к юго-востоку от центра города Чарска. Код КАТО — 634445200. Ликвидировано в 2013 году.

## Население
В 1999 году население села составляло 152 человека (79 мужчин и 73 женщины). По данным переписи 2009 года, в селе проживало 58 человек (32 мужчины и 26 женщин).